# Søren Jensen (håndboldspiller)
 Der er flere personer med dette navn, se Søren Jensen.
Søren Andkjær Jensen (født 7. november 1942 i København) er en tidligere dansk håndboldspiller som deltog i Sommer-OL 1972.
Han spillede håndbold for klubben Efterslægten. I 1972 var han med på Danmarks håndboldlandshold som endte på en trettendeplads under Sommer-OL. Han spillede i fire kampe og scorede ét mål.